# Tim Frazier
Pour les articles homonymes, voir Frazier.
Tim Frazier, né le 1er novembre 1990 à Houston au Texas, est un joueur américain de basket-ball évoluant au poste de meneur. Il mesure 1,82 m.

## Biographie
Frazier est licencié par les Pistons de Détroit en février 2020.
Le 4 janvier 2021, il s'engage avec les Grizzlies de Memphis pour un contrat de dix jours. Le 12 avril 2021, il signe à nouveau un contrat de dix jours en faveur des Grizzlies de Memphis. Le 22 avril 2021, il est conservé jusqu'à la fin de la saison.
Le 21 décembre 2021, il signe pour dix jours en faveur du Magic d'Orlando.
Frazier quitte les États-Unis pour la première fois à l'été 2022 pour l'AEK Athènes. En février 2023, Frazier rejoint jusqu'à la fin de la saison la SIG Strasbourg, dans le championnat de France, pour pallier l'absence sur blessure de Jean-Baptiste Maille.
En janvier 2024, Frazier revient en championnat de France et s'engage avec les Metropolitans 92, derniers de première division.

## Records sur une rencontre en NBA
Les records personnels de Tim Frazier en NBA sont les suivants, :
| Type de statistique        | Saison régulière | Saison régulière         | Saison régulière | Playoffs | Playoffs             | Playoffs      |
| Type de statistique        | Record           | Adversaire               | Date             | Record   | Adversaire           | Date          |
| -------------------------- | ---------------- | ------------------------ | ---------------- | -------- | -------------------- | ------------- |
| Points                     | 29               | Thunder d'Oklahoma City  | 10 avril 2019    | 7        | Pistons de Détroit   | 14 avril 2019 |
| Paniers marqués            | 10               | 2 fois                   | 2 fois           | 3        | Pistons de Détroit   | 14 avril 2019 |
| Paniers tentés             | 23               | Thunder d'Oklahoma City  | 10 avril 2019    | 5        | Pistons de Détroit   | 14 avril 2019 |
| Paniers à 3 points réussis | 5                | Wizards de Washington    | 26 décembre 2019 | 2        | Celtics de Boston    | 8 mai 2019    |
| Paniers à 3 points tentés  | 7                | @ Hawks d'Atlanta        | 31 mars 2019     | 2        | 2 fois               | 2 fois        |
| Lancers francs réussis     | 9                | Jazz de l'Utah           | 8 février 2017   | 2        | @ Raptors de Toronto | 21 mai 2019   |
| Lancers francs tentés      | 10               | Jazz de l'Utah           | 8 février 2017   | 2        | @ Raptors de Toronto | 21 mai 2019   |
| Rebonds offensifs          | 5                | @ Hawks d'Atlanta        | 31 mars 2019     | -        | -                    | -             |
| Rebonds défensifs          | 8                | @ Suns de Phoenix        | 11 décembre 2016 | 3        | Pistons de Détroit   | 14 avril 2019 |
| Rebonds totaux             | 11               | @ Suns de Phoenix        | 11 décembre 2016 | 3        | Pistons de Détroit   | 14 avril 2019 |
| Passes décisives           | 15               | 2 fois                   | 2 fois           | 2        | 4 fois               | 4 fois        |
| Interceptions              | 5                | @ Suns de Phoenix        | 11 décembre 2016 | 1        | 2 fois               | 2 fois        |
| Contres                    | 2                | 2 fois                   | 2 fois           | -        | -                    | -             |
| Balles perdues             | 7                | Warriors de Golden State | 9 février 2015   | 1        | 4 fois               | 4 fois        |
| Minutes jouées             | 53               | @ Hawks d'Atlanta        | 31 mars 2019     | 12       | Pistons de Détroit   | 14 avril 2019 |

- Double-double : 14
- Triple-double : 1

Dernière mise à jour : 7 juillet 2021